# Championnats du monde de slalom (canoë-kayak) 1975
Navigation
Championnats du monde de slalom 1973 Championnats du monde de slalom 1977
Les 14e Championnats du monde de slalom en canoë-kayak  se sont déroulés en 1975 à Skopje en Yougoslavie (maintenant en Macédoine) sous l'effigie de la Fédération internationale de canoë.

## Podiums

### Hommes

#### Canoë
| Epreuve        | Or                                                                      | Points | Argent                                                                  | Points | Bronze                                                          | Points |
| C-1            | Peter Sodomka (TCH)                                                     |        | Jaroslav Radil (TCH)                                                    |        | Harald Heinrich (GDR)                                           |        |
| C-1 par équipe | Tchécoslovaquie Karel Tresnak Jaroslav Radil Peter Sodomka              |        | Allemagne de l'Est Reinhard Eiben Harald Heinrich Peter Massalski       |        | Allemagne de l'Ouest Walter Horn Dietmar Moos Dieter Remmlinger |        |
| C-2            | Allemagne de l'Est Klaus Trummer Jürgen Kretschmer                      |        | Pologne Wojciech Kudlik Jerzy Jerz                                      |        | Tchécoslovaquie Antonin Brabec Frantisek Kadanka                |        |
| C-2 par équipe | Allemagne de l'Est Amend / Hofmann Trummer / Kretschmer Fischer / Henze |        | Tchécoslovaquie Benhak J. / Benhak L. Brabec / Kadanka Halfar / Kmostak |        | Pologne Kudlik / Jez Lesniak / Rychta Seruga / Fraczek          |        |

#### Kayak
| Epreuve        | Or                                                            | Points | Argent                                                       | Points | Bronze                                                          | Points |
| K-1            | Siegbert Horn (GDR)                                           |        | Ulrich Peters (FRG)                                          |        | Harald Gimpel (GDR)                                             |        |
| K-1 par équipe | Allemagne de l'Ouest Bernd Dichtl Dieter Förstl Ulrich Peters |        | Pologne Woyciech Gawronski Stanislaw Majerczak Jerzy Stanuch |        | Allemagne de l'Est Harald Gimpel Siegbert Horn Christian Döring |        |

### Mixte

#### Canoë
| Epreuve | Or                                     | Points | Argent                                  | Points | Bronze                              | Points |
| C-2     | États-Unis Mariette Gillman Chuck Lyda |        | États-Unis Rasa Dentremont George Lhota |        | États-Unis Mikki Piras Steve Draper |        |

### Femmes

#### Kayak
| Epreuve        | Or                                                      | Points | Argent                                                       | Points | Bronze                                                              | Points |
| K-1            | Marija Cwiertniewicz (POL)                              |        | Ulrike Deppe (FRG)                                           |        | Angelika Bahmann (GDR)                                              |        |
| K-1 par équipe | Suisse Cornelia Bachofner Elsbeth Käser Danielle Kamber |        | Allemagne de l'Est Angelika Bahmann Marion Bauman Petra Krol |        | Tchécoslovaquie Bohumila Kapplova Jana Kubovcakova Ludmilla Polesna |        |

## Tableau des médailles
| Rang  | Nation               | Or | Argent | Bronze | Total |
| ----- | -------------------- | -- | ------ | ------ | ----- |
| 1     | Allemagne de l'Est   | 3  | 2      | 4      | 9     |
| 2     | Tchécoslovaquie      | 2  | 2      | 2      | 6     |
| 3     | Pologne              | 1  | 2      | 1      | 4     |
| 4     | Allemagne de l'Ouest | 1  | 2      | 1      | 4     |
| 5     | États-Unis           | 1  | 1      | 1      | 3     |
| 6     | Suisse               | 1  | 0      | 0      | 1     |
| Total | Total                | 9  | 9      | 9      | 27    |